# Знаменский район (Кировоградская область)
Зна́менский райо́н (укр. Знам'янський район) — упразднённая административно-территориальная единица Кировоградской области Украины с административным центром в городе Знаменка, который не входил в состав района.

## История
Создан в 1923 году на территории бывших Дмитровской, Знаменской и Субботской волостей Александрийского уезда и вошёл в состав Александрийского округа Екатеринославской губернии. В 1925 году Александрийский округ был упразднён и район вошёл в состав Зиновьевского округа Одесской губернии. В 1926 году к Знаменскому району была присоединена часть расформированного Цибулёвского района. В 1931—1935 годах в состав района также входила территория Елисаветградковского района

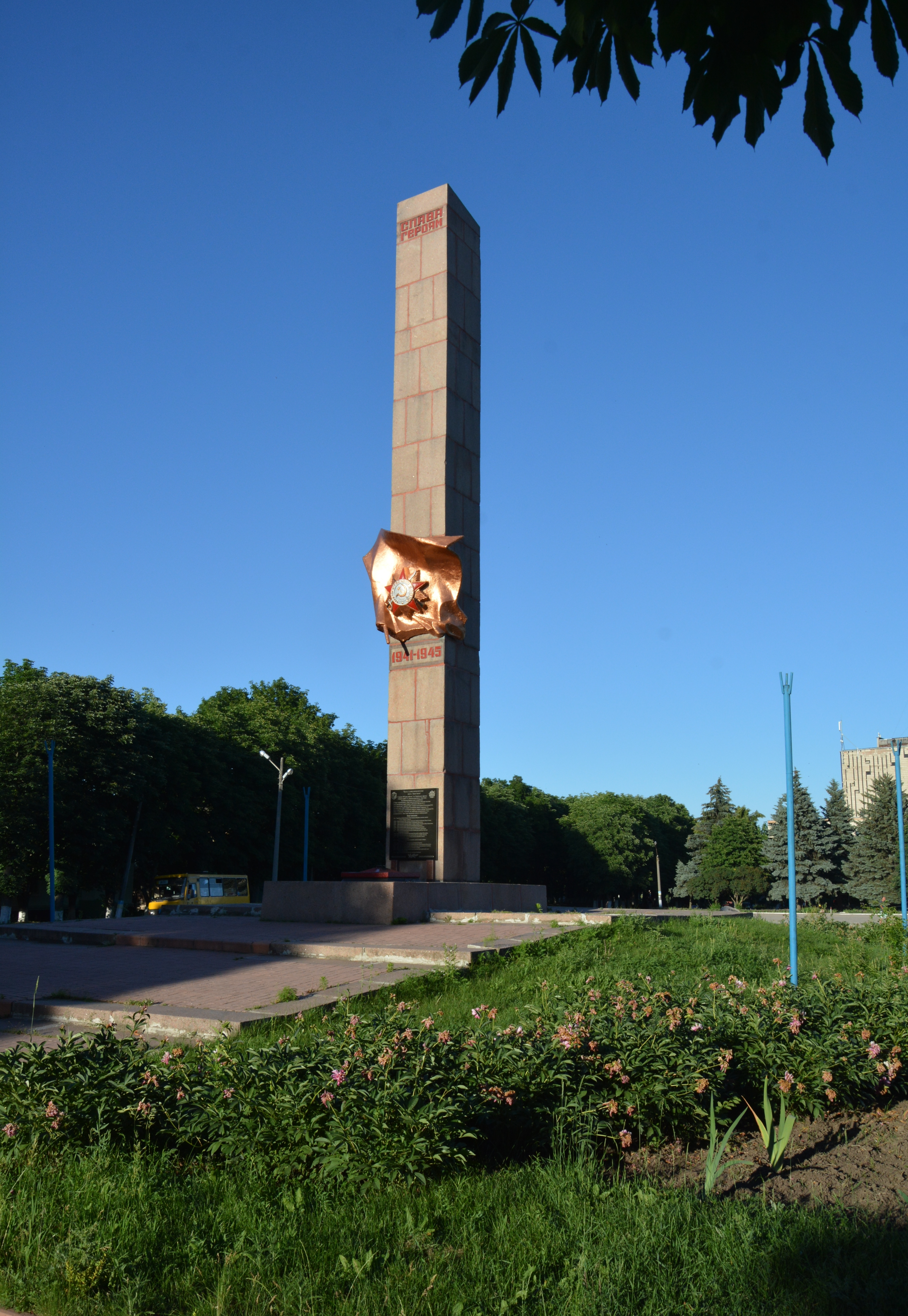
Обелиск славы в центре Знаменки

В 1932 году район вошёл в состав новообразованной Одесской области. Постановлением ЦИК СССР от 22 сентября 1937 года Знаменский район из состава Одесской области был выделен в состав Николаевской области Украинской ССР. Указом Президиума Верховного Совета СССР от 10 января 1939 года Знаменский район включён в состав образованной этим же указом Кировоградской области в составе Украинской ССР. В августе 1939 года Знаменка стала городом обласного подчинения и была выведена из состава района.
В 1946 году в состав района были переданы Иванковецкий и Юхимовский сельсоветы Новогеоргиевского района. В 1962 году, в ходе укрупнения районов в Украинской ССР, территория Знаменского района была присоединена к Александровскому району, однако уже в 1965 году Знаменский район вновь был образован и включил себя часть территории Новопражского района, который не был восстановлен после реформы. Позже, в том же году, в Знаменский район из Александровского была передана территория Цибулёвского сельского совета с селом Цибулёво.
17 июля 2020 года в результате административно-территориальной реформы район вошёл в состав Кропивницкого района. На его территории были сформированы Дмитровская и Субботцевская сельские общины. Часть бывшей территории района вошла в состав Знаменской городской общины, а также Новопражской и Пантаевской поселковых общин Александрийского района.

## Состав района
На момент упразднения в состав района входили следующие населённые пункты:
- Богдановский сельский совет:
  - Богдановка
  - Кучеровка
- Владимировский сельский совет:
  - Владимировка
  - Новоромановка
  - Саблино
- Диковский сельский совет:
  - Диковка
- Дмитровский сельский совет:
  - Весёлый Кут
  - Гостинное
  - Дмитровка
  - Долина
  - Калиновка
  - Плоское
- Иванковецкий сельский совет:
  - Веселовка
  - Заломы
  - Иванковцы
  - Пятихатки
  - Юхимово
- Казарнянский сельский совет:
  - Барвиновка
  - Глубокая Балка
  - Казарня
  - Меловая Балка
  - Нововодяное
  - Новополяна
- Макарихский сельский совет:
  - Макариха
  - Новопокровка
- Мошоринский сельский совет:
  - Васино
  - Мошорино
- Пантазиевский сельский совет:
  - Веселка
  - Пантазиевка
  - Троянка
  - Шевченково
- Петровский сельский совет:
  - Новоалександровка
  - Петрово
  - Сокольники
- Субботцевский сельский совет:
  - Константиновка
  - Кохановка
  - Субботцы
- Треповский сельский совет:
  - Долино-Каменка
  - Зелёный Гай
  - Копани
  - Новотреповка
  - Спасо-Мажаровка
  - Топило
  - Треповка
- Цибулёвский сельский совет:
  - Цибулёво